# MC Carol
Pour les articles homonymes, voir Carol.
MC Carol, de son nom officiel Carolina de Oliveira Lourenço (née le 6 octobre 1993 à Niterói, Rio de Janeiro au Brésil), est une chanteuse et compositrice brésilienne. Elle est connue pour ses thèmes sociaux concernant le féminisme mais également pour ses chansons à double sens abordant explicitement la sexualité. 

## Biographie
Carolina de Oliveira Lourenço, née à Niterói, dans l'État brésilien de Rio de Janeiro, vit depuis lors dans la communauté Morro do Preventório. 

## Carrière musicale
En tant qu'artiste solo, MC Carol se fait connaître avec la sortie de plusieurs singles et chansons publiés sur Internet. Elle rencontre un premier franc succès avec la chanson Bateu uma Onda Forte. Par la suite, elle gagne également en notoriété avec Jorginho Me Empresta 12 (« Jorginho, donne-moi le fusil de chasse »), Liga pro Samu (« Appelez le Samu ») et Não Foi Cabral (« Ce n’était pas Cabral [qui a découvert le Brésil] »), dont les paroles évoquent une discussion sur l'enseignement de l’histoire du Brésil à l'école. 
Par la suite, MC Carol annonce la sortie de son premier album studio, Bandida (« Bandit »). En avant-première, l'artiste sort deux singles :  Delação Premiada (« La négociation de plaidoyer ») produit par Leo Justi, et 100% Feminista (« 100 % féministe ») en collaboration avec la chanteuse Karol Conka,. L'album sort sur les plateformes numériques le 28 octobre 2016. 

## Carrière politique
Elle se présente sans succès aux élections de 2018 au Brésil pour la représentation de l'État de Rio de Janeiro sur la liste des candidats du Parti communiste brésilien,. Elle s'était entretenue avec la conseillère municipale de Rio de Janeiro, Marielle Franco, et avait annoncé sa candidature peu après l'assassinat de cette dernière. 

## Discographie
- 2016 : Bandida